# Hannes Lindemann
Hans-Günther „Hannes“ Lindemann (* 28. Dezember 1922 in Sandesneben; † 17. April 2015) war ein deutscher Arzt, Gesundheitspädagoge, Segel-Pionier, Kanute und Autor, der durch Atlantiküberquerungen mit sehr kleinen Booten bekannt wurde.

## Leben
Hannes Lindemann wurde im Kreis Herzogtum Lauenburg als Sohn von Maria Lindemann, geborene Martens, und des Tierarztes Heinrich Lindemann geboren, und besuchte Gymnasien in Ratzeburg und Hamburg. Er studierte in den Jahren 1941 bis 1948 Sport und Medizin in Posemn, Marburg und Hamburg, absolvierte das Staatsexamen, wurde zum Dr. med. promoviert, Bis 1950 arbeitete er als Klinikassistent und ging dann ärztlichen Tätigkeiten nach, unter anderem in Marokko, Liberia und den Vereinigten Staaten von Amerika. Er testete von 1955 an in mehreren Selbstversuchen die Möglichkeiten, die ein Schiffbrüchiger hat, unter extremer psychischer und physischer Belastung auf hoher See zu überleben. Im Jahr 1955 befuhr er in einem 7,70 m × 0,70 m großen und etwa 600 kg schweren, eigens in Liberia gefertigten Einbaum, der Liberia, und im folgenden Jahr mit einem noch kleineren Faltboot (5,20 m × 0,87 m, 27 kg), der Liberia III, den Atlantik.

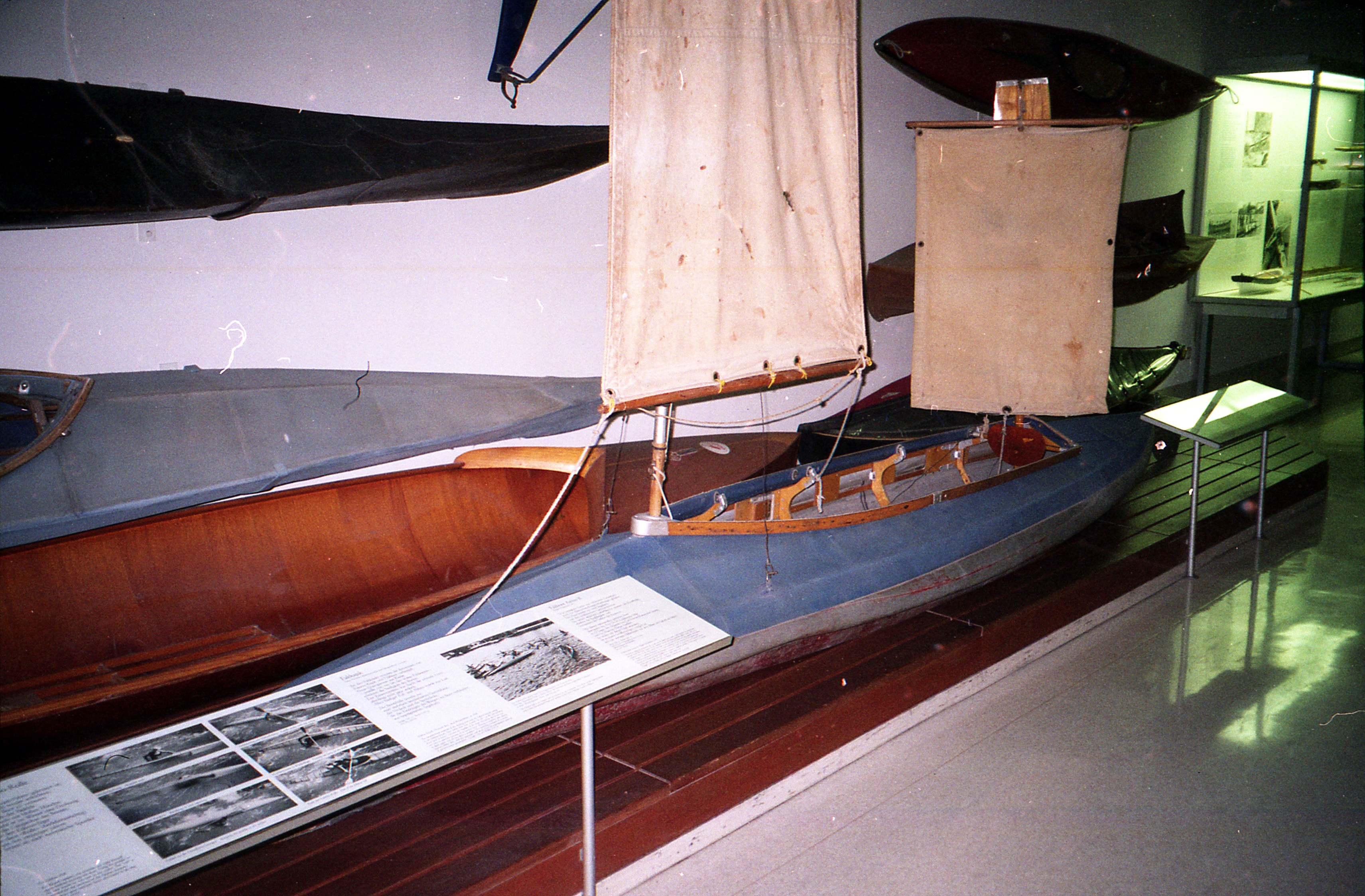
Das Klepper-Faltboot von Hannes Lindemann im Deutschen Museum in München

Lindemann rüstete dazu ein handelsübliches zweisitziges Klepper-Faltboot vom Typ Aerius II mit 60 Lebensmittel-Konserven, 96 Milch- und 72 Bierdosen sowie 3 Litern Wasser aus und überquerte den Atlantik von den Kanarischen Inseln bis St. Martin auf den Niederländischen Antillen. Da er zwar zur Navigation einen Sextanten, für Ruhepausen einen Treibanker und zum Fischfang Angelzubehör mitführte, auf einen Kocher jedoch verzichtete, verzehrte er die gefangenen Fische roh. Lindemann weckte Zweifel an der seinerzeit diskutierten These Alain Bombards, Schiffbrüchige könnten ihren Trinkwasserbedarf allein aus dem Salzwasser oder dem Fleisch gefangener Fische decken: Er überlebte nur durch die Zufuhr von zusätzlich aufgefangenem Regenwasser. In den 72 Tagen der Atlantiküberquerung verlor er 25 Kilogramm Körpergewicht und überstand mehrere Orkane und zweimaliges Kentern. Er führte seinen Erfolg auf die sorgfältige mentale Vorbereitung seiner Reise durch autogenes Training und Autosuggestion zurück.
Lindemann erbrachte verschiedene inoffizielle Weltrekorde und war anschließend als Buchautor erfolgreich: Allein über den Ozean ist die logbuchartige Reportage seiner ersten Fahrten, Ein Mann, ein Boot, zwei Kontinente beschreibt die Erfahrungen einer dritten Atlantikquerung 1960 und resümiert dabei Gespräche mit afrikanischen Staatsmännern und mit Albert Schweitzer, mit dem er eine Zeit lang in Lambaréné (Gabun) als Arzt zusammenarbeitete. Er verfasste mehrere Werke zum Thema Autogenes Training, arbeitete als Gesundheitspädagoge für das Deutsche Rote Kreuz und hatte einen Lehrauftrag an der Universität Bonn zu den Themen Autogenes Training und Psychohygiene. Seine Ratgeber erschienen in zahlreichen Auflagen.
Hannes Lindemann war evangelisch, ab 1959 mit der promovierten Ilse-Doris Lindemann, geborene Beier, verheiratet und lebte in der Waldstraße in Bonn-Bad Godesberg.

## Sonstiges
Das im Jahr 1956 verwendete Faltboot kann im Deutschen Museum in München besichtigt werden.

## Schriften
Reiseberichte
- Allein über den Ozean: Ein Arzt in Einbaum und Faltboot. Frankfurt am Main: Scheffler, 1957
  - Französische Ausgabe: Seul sur l’océan: Un médecin en pirogue et canot pliant. Paris: Buchet/Chastel, 1958
  - Niederländische Ausgabe: Op een luchtbel over de oceaan. Zaltbommel; Antwerpen: van Tuyl, 1959
  - Englische Ausgabe: Alone at Sea. 1957; 2. Auflage: Alone at sea: a doctor’s survival experiments during two Atlantic crossings in a dugout canoe and a folding kayak. Oberschleißheim: Pollner 1998, ISBN 3-925660-27-5
  - zuletzt: Allein über den Ozean. Ein Arzt in Einbaum und Faltboot. Bielefeld 2000, ISBN 3-7688-0670-7.
- Ein Mann, ein Boot, zwei Kontinente: Zum 3. Mal auf grosser Fahrt. [1960] Bielefeld; Berlin: Delius, Klasing & Co., 1961 (auch in Braille)
  - zuletzt: Ein Mann, ein Boot, zwei Kontinente. 2004, ISBN 3-7688-0748-7.

Ratgeber
- Suchtstoffe: Trip ohne Wiederkehr. Gefahr und Abwehr. Ratgeber für Eltern, Erzieher, Führungskräfte in Betrieben und alle jungen Menschen, Hagen: v. d. Linnepe, 1971
- Autogenes Training: Überleben im Streß , der Weg zur Entspannung, Gesundheit, Leistungssteigerung, München, Gütersloh, Wien: Bertelsmann-Ratgeberverlag 1971, ISBN 3-570-06217-1
- Anti-Streß-Programm: so bewältigen Sie den Alltag, München, Gütersloh, Wien: Bertelsmann-Ratgeberverlag 1974, ISBN 3-570-01266-2
- Einfach entspannen. Psychohygiene-Training, München: Mosaik-Verlag 1984, ISBN 3-570-02925-5
- Atme und denke dich gesund, München: Orbis 1995, ISBN 3-572-00701-1
- Wer glaubt, lebt besser: mit Entspannungsübungen, Atemtraining, Gebeten und Meditationen, München: Goldmann 2001, ISBN 3-442-16338-2